# 유럽 연합의 지리적 표시 및 전통 특산품

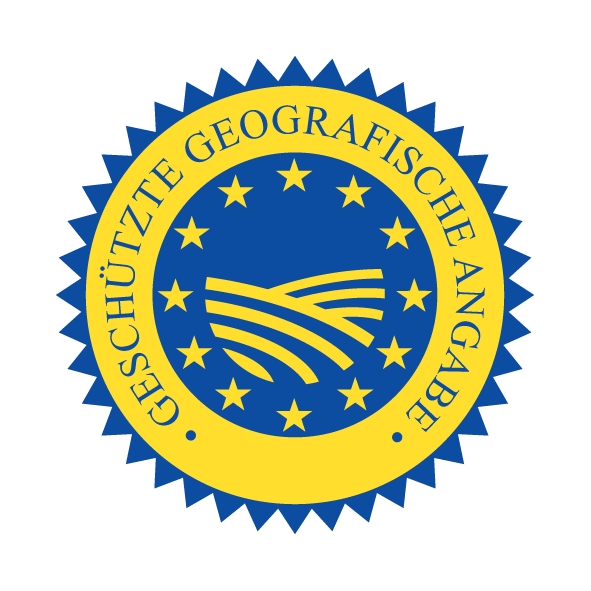

유럽 연합 법은 원산지 명칭 보호(PDO: protected designation of origin)와 지리적 표시 보호(PGI: protected geographical indication) 및 전통 특산품 보증(TSG: traditional specialities guaranteed) 등 지리적 표시를 통해 유럽 연합 내에서 생산된 여러 가지 식품을 보호하고 있다.

## 종류

### 지리적 표시

#### 원산지 명칭 보호(PDO)
원산지 명칭 보호(PDO: protected designation of origin)는 제품과 특정 생산지 간의 연결 고리가 아주 강할 때 주어진다.
- 대상: 식품, 농·수산물, 포도주
- 조건: 생산 및 가공 과정이 전부 특정한 지역에서 이루어져야 한다. 포도주의 경우, 특정한 포도주 산지에서 포도가 생산되고 그 지역에서 포도주가 양조되어야 한다는 것을 뜻한다.
- 예: 칼라마타 올리브유는 그리스 칼라마타 지역에서 생산된 칼라마타올리브로 그 지역에서 만들어진 올리브유이다.

#### 지리적 표시 보호(PGI)
지리적 표시 보호(PGI: protected geographical indication)는 제품과 특정 생산지 사이의 연결 고리가 제품의 품질과 평판 및 다른 특성에 큰 영향을 줄 때 주어진다.
- 대상: 식품, 농·수산물, 포도주
- 조건: 생산 및 가공 과정의 적어도 한 단계가 특정한 지역에서 이루어져야 한다. 포도주의 경우, 특정한 포도주 산지에서 생산된 포도를 적어도 85% 이상 사용하여 그 지역에서 포도주가 양조되어야 한다는 것을 뜻한다.
- 예: 베스트팔렌 햄은 독일의 베스트팔렌 지역에서 전통 생산 방식으로 생산된 햄이지만, 꼭 그 지역에서 키운 돼지의 고기로만 만들어야 하는 것은 아니다.

#### 증류·가향주의 지리적 표시(GI)
증류·가향주의 지리적 표시(GI: geographical indication of spirit drinks and aromatised wines)는 증류주와 가향주 제품과 특정 생산지 사이의 연결 고리가 제품의 품질과 평판 및 다른 특성에 큰 영향을 줄 때 주어진다.
- 대상: 증류주, 가향주
- 조건: 생산 및 가공 과정의 적어도 한 단계가 특정한 지역에서 이루어져야 한다. 원료 산지가 증류주나 가향주 생산지와 일치할 필요는 없다.
- 예: 스카치 위스키는 증류와 숙성 과정이 스코틀랜드에서 이루어진 위스키를 일컫지만, 원료가 모두 스코틀랜드에서 생산되었을 필요는 없다.

### 전통 특산품 보증

#### 전통 특산품 보증(TSG)
전통 특산품 보증(TSG: traditional specialities guaranteed)은 생산 방식과 구성요소 등에 있어서 특산품의 전통적인 측면을 보증하며, 제품과 특정한 지역의 연결 고리를 나타내지는 않는다.
- 대상: 식품, 농·수산물
- 예: 회저는 자연 발효를 통해 양조되는 전통 맥주이다. 주로 벨기에의 브뤼셀과 그 주변 지역에서 양조된다. 그러나 보호받는 것은 생산지가 아니라 생산 방식이며, 브뤼셀이나 벨기에가 아닌 다른 지역에서 양조된 것도 회저라 불릴 수 있다.

## 같이 보기
- 원산지
- 공동 농업 정책
- 상표의 보통명칭화
- 지리적 표시
- 보호무역